# Jean Baptiste Nguyễn Huy Bắc
Jean Baptiste Nguyễn Huy Bắc (Buôn Ma Thuột, 15 ottobre 1967) è un vescovo cattolico vietnamita, dal 13 luglio 2024 vescovo di Ban Mê Thuột.

## Biografia
Jean Baptiste Nguyễn Huy Bắc è nato il 16 ottobre 1966 a Buôn Ma Thuột nella provincia di Dak Lak, secondogenito di una devota famiglia cattolica con nove figli. 
Ha studiato filosofia e teologia presso il seminario maggiore Sao Biển (Stella Maris) a Nha Trang.
È stato ordinato diacono il 24 luglio 1999 dal vescovo Pierre Nguyễn Văn Nho e presbitero il 1º marzo 2000 dal vescovo Joseph Trịnh Chính Trực, incardinandosi nella diocesi di Ban Mê Thuột. 
Dopo l'ordinazione sacerdotale è stato prima vicario parrocchiale di Phước Long dal 1990 al 1993 e in seguito parroco fino al 2010, quando è stato inviato nelle Filippine per studiare all'Università di Santo Tomás, presso cui ha conseguito il master in missiologia nel 2012. Presso il Don Bosco Centre of Studies, sempre a Manila, nel 2014 ha ottenuto il master in catechismo. 
Tornato in Vietnam al termine degli studi, ha assunto l'incarico di direttore del centro pastorale e presidente della Commissione per il catechismo della diocesi di Ban Mê Thuột dal 2014 al 2017. In seguito è stato presidente della commissione regionale per il catechismo della provincia ecclesiastica di Huê e vicepresidente della corrispondente commissione per il catechismo in seno alla Conferenza episcopale del Vietnam.
Il 13 luglio 2024 papa Francesco lo ha nominato vescovo di Ban Mê Thuột. Ha ricevuto l'ordinazione episcopale il 22 agosto seguente per imposizione delle mani del vescovo Vincent Nguyễn Văn Bản. 

## Genealogia episcopale
La genealogia episcopale è:
- Patriarca Eliya XII Denha
- Patriarca Yukhannan VIII Hormizd
- Vescovo Isaie Jesu-Yab-Jean Guriel
- Arcivescovo Augustin Hindi
- Patriarca Yosep VI Audo
- Patriarca Eliya XIV Abulyonan
- Patriarca Yosep Emmanuel II Thoma
- Vescovo François David
- Arcivescovo Antonin-Fernand Drapier, O.P.
- Arcivescovo Pierre Martin Ngô Đình Thục
- Arcivescovo Philippe Nguyễn Kim Điền, P.F.I.
- Arcivescovo Étienne Nguyễn Như Thể
- Vescovo Vincent Nguyễn Văn Bản
- Vescovo Jean Baptiste Nguyễn Huy Bắc